# Llac Nal

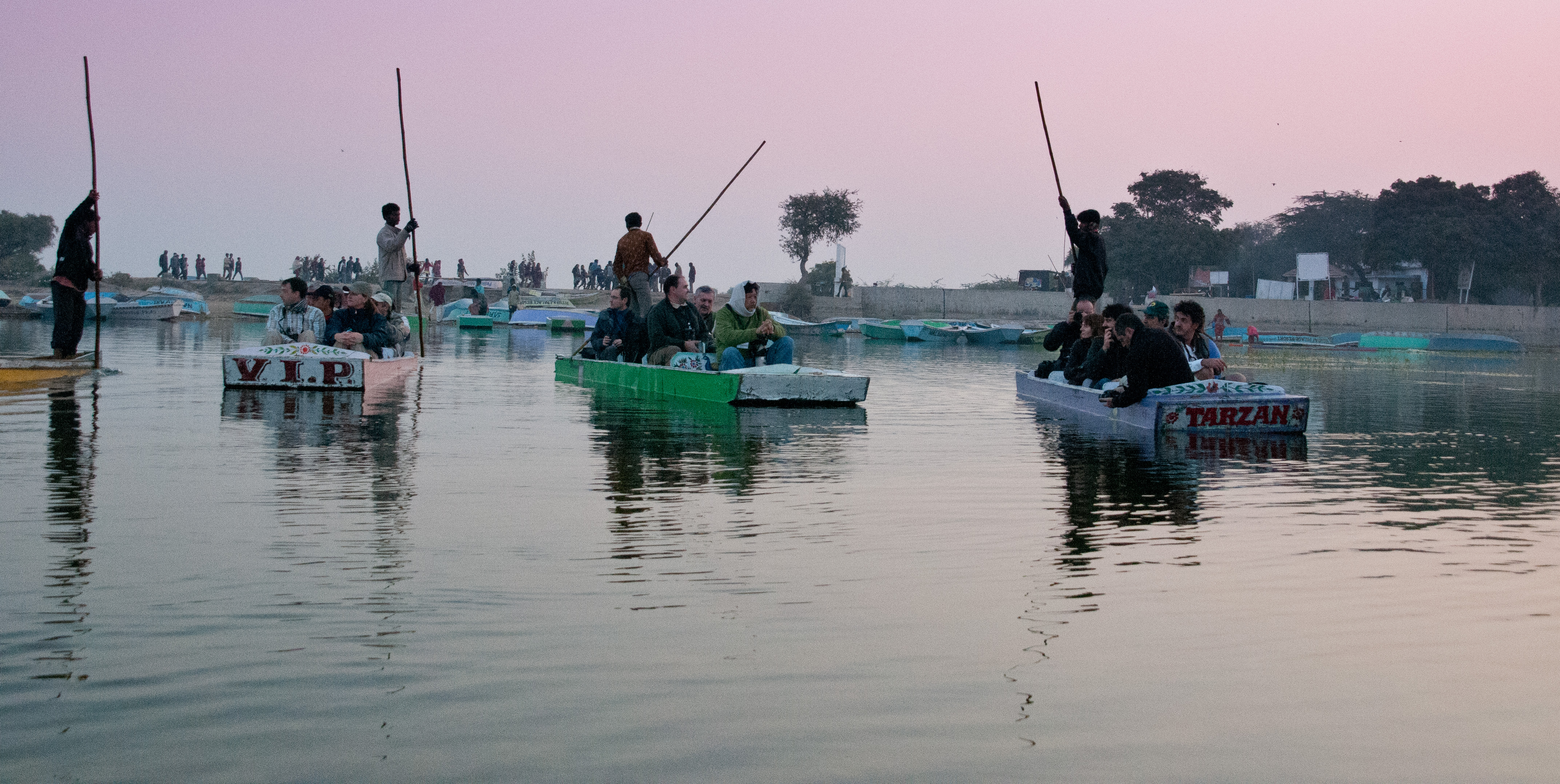

El Nal és un llac notable al districte d'Ahmadabad (Gujarat), a uns 60 km al sud-oest de la ciutat d'Ahmedabad. Antigament fou un braç de mar que separava la península de Kathiawar de la zona continental, però després va quedar tancat. L'aigua és salada. La superfície al començar el segle XX era de 127 km². A l'estació seca l'aigua s'evapora quasi totalment i la superfície esdevé només sal.